# Тау-лептон
Та́у-лепто́н, тао́н (от греческой буквы греч. τ — тау, использующейся для обозначения) — нестабильная элементарная частица с отрицательным электрическим зарядом и спином ½. В Стандартной Модели физики элементарных частиц классифицируется как часть лептонного семейства фермионов (вместе с электроном, мюоном и нейтрино). Как и все фундаментальные частицы, тау-лептон имеет античастицу с зарядом противоположного знака, но с равной массой и спином: антитау-лептон (антитаон). Вместе с ним, а также с тау-нейтрино и с тау-антинейтрино, тау-лептон составляет третье поколение лептонов.
Тау-лептон был открыт в 1975 году на электрон-позитронном коллайдере SPEAR в Национальной ускорительной лаборатории SLAC (Стэнфорд, США) М. Перлом и сотрудниками. Тау-лептоны образовывались в результате столкновений быстрых электронов и позитронов:
{\displaystyle e^{+}+e^{-}\to \tau ^{+}+\tau ^{-}.}
За открытие этой частицы Мартин Перл получил Нобелевскую премию по физике за 1995 год.
Масса тау-лептона 1776,86 МэВ (что в 3477,17 раз больше массы электрона). Время жизни 2,9⋅10−13 с.

## Каналы распада
Тау-лептон может распадаться на более легкие лептоны:
{\displaystyle {\begin{array}{lcll}\tau ^{-}&\to &e^{-}+{\bar {\nu }}_{e}+\nu _{\tau }\ \quad \quad \quad &(17{,}82\pm 0{,}04)\,\%\\\tau ^{-}&\to &\mu ^{-}+{\bar {\nu }}_{\mu }+\nu _{\tau }&(17{,}39\pm 0{,}04)\,\%\\\end{array}}}
Тау-лептон является единственным лептоном, который может распадаться на адроны (пи-мезоны, каоны), так как остальные лептоны не имеют достаточной массы. Известные каналы распадов тау-лептона на адроны:
{\displaystyle {\begin{array}{lcll}\tau ^{-}&\to &\pi ^{-}+\pi ^{0}+\nu _{\tau }&(25{,}49\pm 0{,}09)\,\%\\\tau ^{-}&\to &\pi ^{-}+\nu _{\tau }&(10{,}82\pm 0{,}05)\,\%\\\tau ^{-}&\to &2\pi ^{-}+\pi ^{+}+\nu _{\tau }&(\ 9{,}31\pm 0{,}05)\,\%\\\tau ^{-}&\to &\pi ^{-}+2\pi ^{0}+\nu _{\tau }&(\ 9{,}26\pm 0{,}10)\,\%\\\tau ^{-}&\to &2\pi ^{-}+\pi ^{+}+\pi ^{0}+\nu _{\tau }&(\ 4{,}62\pm 0{,}05)\,\%\\\tau ^{-}&\to &K^{*}(892)^{-}+\nu _{\tau }&(\ 1{,}20\pm 0{,}07)\,\%\\\tau ^{-}&\to &\pi ^{-}+3\pi ^{0}+\nu _{\tau }&(\ 1{,}04\pm 0{,}07)\,\%\\\tau ^{-}&\to &\pi ^{-}+{\bar {K}}^{0}+\nu _{\tau }&(\ 0{,}840\pm 0{,}014)\,\%\\\tau ^{-}&\to &K^{-}+\nu _{\tau }&(\ 0{,}696\pm 0{,}010)\,\%\\\end{array}}}